# إليزابيث كريستين من براونشفايغ-فولفنبوتل
إليزابيث كريستين من براونشفايغ-فولفنبوتل (الألمانية:Elisabeth Christine von Braunschweig-Wolfenbüttel؛ براونشفايغ 28 أغسطس 1691 - 21 ديسمبر 1750 فيينا) هي أميرة براونشفايغ-فولفنبوتل والإمبراطورة الرومانية المقدسة وملكة الألمان وملكة بوهيميا والمجر وأرشيدوقة النمسا بزواجها من الإمبراطور كارل السادس، وأيضا هي والدة الملكة ماريا تيريزا، وفضلاً عن ذلك هي أطول قرينة تحمل لقب الإمبراطورية الرومانية المقدسة.

## السيرة الذاتية

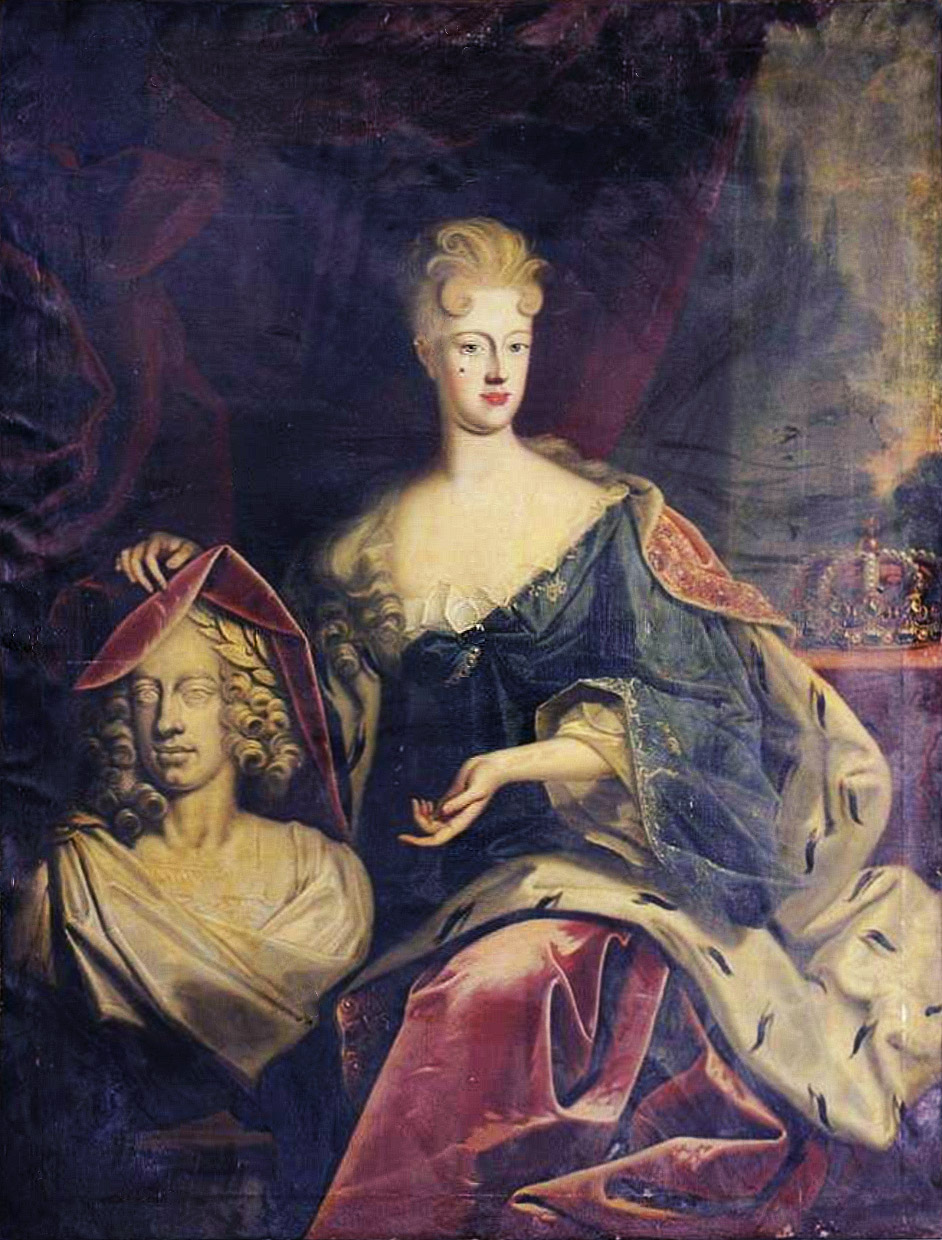

كانت إليزابيث كريستينه الابنة الكبرى لـ لودفيغ رودولف من براونشفايغ-فولفنبوتل (لاحقاً دوق براونشفايغ-فولفنبوتل منذ 1731) وزوجته كريستينه لويزه من أوتينغن-أوتينغن.
مع بلوغها الثالثة عشرة من العمر، أُقترح عليها الزواج من كارل أرشيدوق النمسا، بحيث تم هذه المفاوضات من قبل جدها الطموح أنطون أولريخ دوق براونشفايغ-فولفنبوتل وزوجة شقيق كارل الإمبراطورة فيلهلمينه آماليه ووالدها يوهان فريدرخ دوق براونشفايغ-كالينبيرغ وبالتالي تمتني أيضا إلى الفرع الأخر من أسرة فلف، على الرغم من معارضتها في البداية، بسبب تتضامنه اعتناقها للكاثوليكية، ولكن مع الأخير اقتنعت، تم تعليمها الكاثوليكية من قبل حماتها الإمبراطورة إليونوره ماغدالينه، وفي 1 مايو 1707 تحولت إليزابيث كريستينه رسمياً إلى الكاثوليكية في بامبرغ، قبل الزفاف أُجبرت على الخضوع لفحص طبي لإثبات خصوبتها من قبل طبيب يسوعي مقرب من كارل.
خلال وقت الزفاف كان كارل يقاتل من أجل إدعاءه للعرش الإسباني ضد المرشح الفرنسي فيليبي، لذلك أصبح يُقيم في برشلونة الموالية له، وصلت إليزابيث كريستينه في أغسطس 1708 وتزوجت من كارل في 1 أغسطس في كنيسة سانتا ماريا دل مار برشلونة، بما أن فيليببي لديه الوريث في ذاك الوقت، لهذا ضغط عليها لإنجاب الوريث لكارل على الفور، خلال تواجدها في إسبانيا كانت لديها مراسلات كثيرة مع والدتها، والتي كانت بمثابة عزاء للضغط المستمر لإنجاب الوريث.

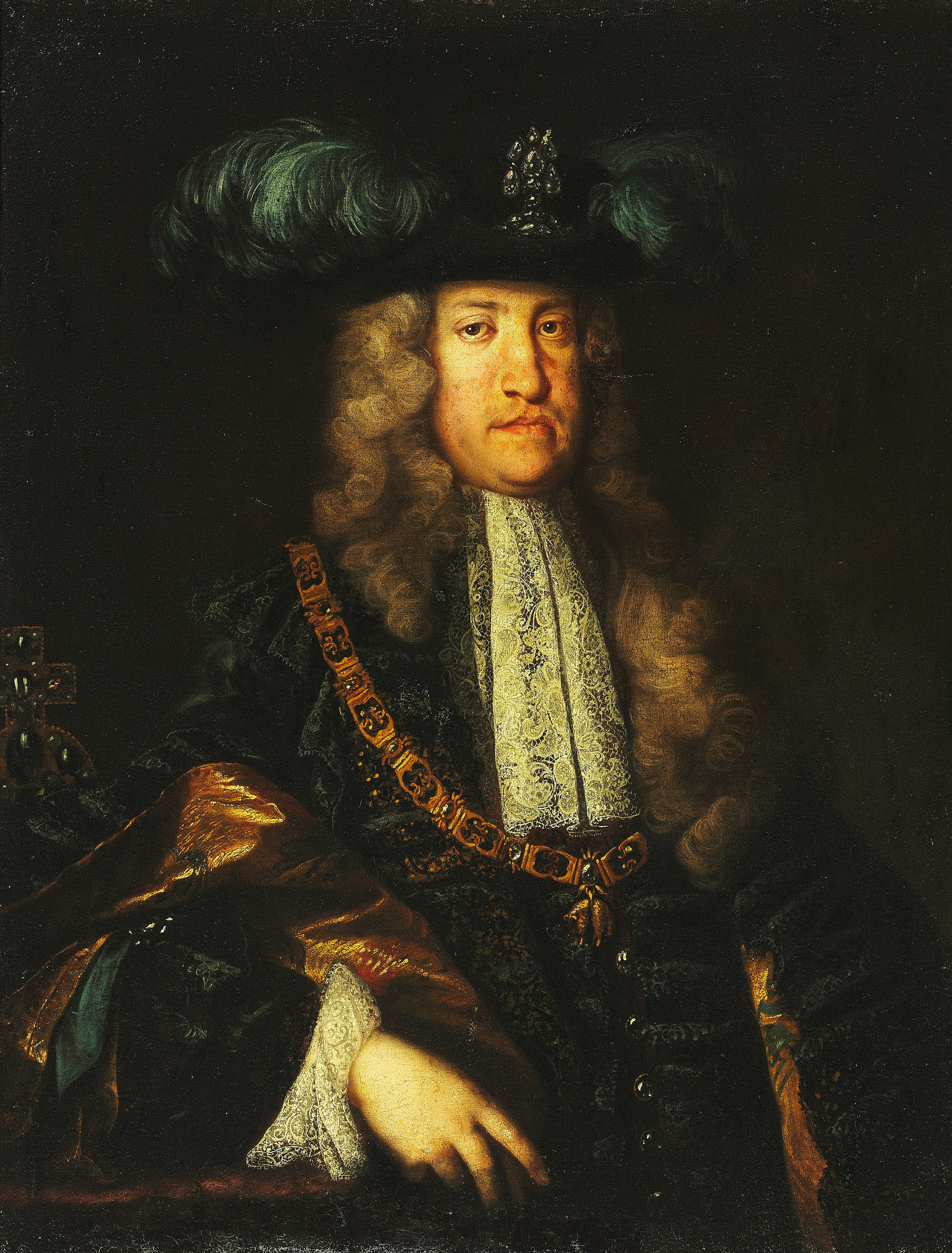
زوجها كارل السادس إمبراطور روماني مقدس.

في عام 1711 غادر كارل إلى فيينا لكي يصبح الإمبراطور خلفاً لشقيقه يوزف الأول، في حين بقيت هي في برشلونة، بحيث عينت الحاكم العام على كاتالونيا أثناء غيابه، بحيث حكمت كاتالونيا لوحدها حتى 1713، عندما انتهت الحرب مع فيليبي بعد اعترف به من قبل حلفاء النمسا، كان دورها كالوصية هو الحفاظ على معنويات الكاتالونية لدعم كارل، قيل أنها أستطعت حكمها أفضل من كارل، ثم لاحقته إلى النمسا.
الآن بصفتها الإمبراطورة وصفت إليزابيث كريستين مع سلفتها على أنهما أحرزا دوراً في الموسيقى والسلطة التقديرية والاجتهاد والتواضع، وأيضا استطعت القيام بدورها التمثيلي كإمبراطورة، ومع ذلك لم يسمح لها كارل بأي تأثير سياسي بعد وصولها إلى فيينا في 1713، وعلى الرغم من أنها وصفت بأنها ذكية ومكتفة ذاتياً، وأيضا أقامت صلات سياسية مع بعض الوزراء، وقد أخذت بعض المبادرات للانخراط في سياسة من تلقاء نفسها، في العشرينيات هذا القرن بدأ أن لها بعض التأثير من خلال المعاهدة مع القيصر الروسي وذلك من أجل علاقات أسرتها في شمال ألمانيا، وأيضا تحالفت مع فصيل المعارض من أجل منع زواج أحد بناتها لأحد أفراد أسرة الإسبانية الملكية.
على الرغم من ضغط عليها من قبل زواجها لإنجاب الوريث الذكر، وهذا ما أحققته له في 1716 بعد إنجاب الأرشيدوق ليوبولد يوهان، ومع ذلك توفي بعد بضعة أشهر فقط، مما وجدت أن موقف أصبح صعباً وفقدان الثقة من قبل زوجها بسبب هذا الأمر، وصف لها أطباء البلاط بجرعات كبيرة من الخمور لجعلها أكثر خصوبة، وهذا ما أعطى لها خدود حمراء طوال حياتها، خلال فترة حملها في 1725، قام كارل بتزيين غرفة نومها بصور مثيرة للجمال الذكوري حتى يجعلها طفلها المتوقع ذكراً من خلال تحفيز خيالها، بعد ذلك وصف لها الأطباء نظاماً غذائياً لزيادة خصوبتها مما جعلها سميناً للغاية لدرجة أنها أصبحت غير قادرة على المشي وأيضا عانت من مشاكل في التنفس والأرق والأستسقاء، اضطرت على استخدم كرسي متحرك.
على الرغم من أن صحتها ادمرت من خلال وصفات مختلفة حول كيفية تخيلها للوريث الذكر، إلا أن كارل بدأ يهتم بدور عشيقاته أكثر فأكثر.
كانت إليزابيث كريستينه بجانب حماتها الإمبراطورة إليونوره وسفلتها فيلهلمينه داعمات لبعضهن البعض؛ فحين أُصيبت إليزابيث كريستين بالجدري كانت فيلهلمينه إلى جانبها طوال الوقت، وأيضا إليزابيث كريستين بجانب فيلهلمينه خلال مرضها الأخير.
مع عام 1740 توفي زوجها كارل؛ بذلك انتقلت ممتلكات العائلة إلى ابنتها الكبرى ماريا تيريزا، مع وفاته لم تحصل إليزابيث كريستينه على دخل كبير حسب إرادة كارل الأخيرة، ومع ذلك وفرت ابنتها لها مكان مريحاً في بلاطها، على الرغم من وجهات النظر التقليدية التي تعتقد بأن لها علاقة جيدة مع ابنتها الإمبراطورة، إلا أن لا يوجد شيء في الواقع يؤكد ذلك، بينما من المعروف أن ماريا تيريزا عبرت بحرية عن مشاعرها لأشخاص الذين اهتموا بها، إلا أنها لم تفعل ذلك الشيء مع والدتها، على الرغم من قيامها بزيارات منتظمة لوالدتها، إلا أنها كانت زيارات رسمية.
توفيت الإمبراطورة إليزابيث كريستينه في فيينا في 21 ديسمبر 1750، ودفنت في السرداب الإمبراطوري.

## الذرية
انجبت إليزابيث كريستين أربعة مرات:-

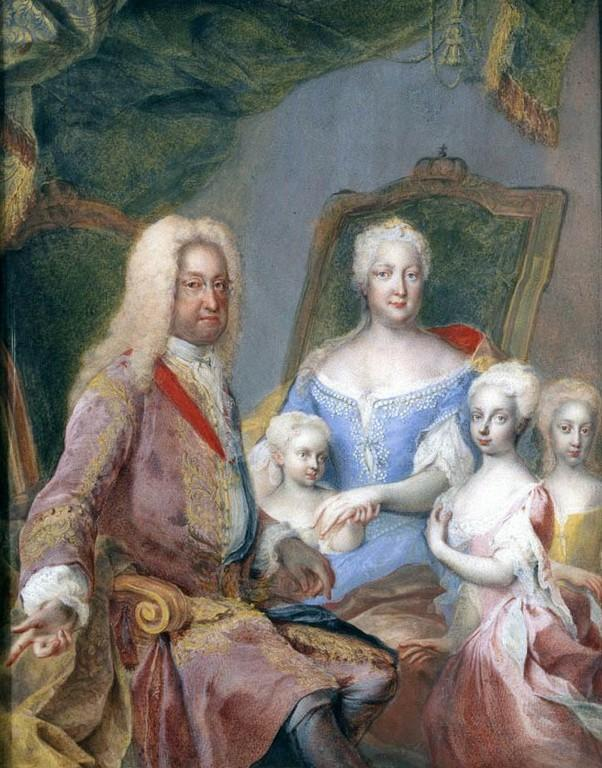
إليزابيث كريستينه مع زوجها وبناتها، في صورة رسمت في 1730

- ليوبولد يوهان (13 أبريل 1716 - 4 نوفمبر 1716).
- ماريا تيريزا (13 مايو 1717 - 29 نوفمبر 1780)؛ إمبراطورة الرومانية المقدسة، وحاكمة ممتلكات هابسبورغ؛ تزوجت من الإمبراطور فرانتس الأول (دي لورين)، لديهم ذرية.
- ماريا آنا (26 سبتمبر 1718 - 16 ديسمبر 1744)؛ حاكمة هولندا النمساوية لبضعة أشهر قبل وفاتها، تزوجت من كارل ألكسندر من لورين؛ ليس لديهم ذرية.
- ماريا آماليا (5 أبريل 1724 - 19 أبريل 1730).